# Galveston (Texas)
Galveston (a l'estat dels Estats Units de Texas) és una ciutat dins del comtat de Galveston situat a l'illa de Galveston al nord-oest del Golf de Mèxic.
Durant el segle xix Galveston passà a ser un dels principals centres comercials i un dels ports més grans dels Estats Units. Però actualment se l'associa més a l'huracà que va afectar la ciutat el 8 de setembre de 1900, aquest desastre natural és encara el més mortífer de la història dels Estats Units, ja que hi van morir prop de 8.000 persones. Malgrat que la ciutat va ser reconstruïda no va recuperar la seva importància econòmica.
Actualment la ciutat té uns 57.000 habitants i té una superfície de 540 km². El 23 de setembre de 2005 va estar de nou amenaçada per l'huracà Rita i el 2008 l'huracà Ike afectà la ciutat.

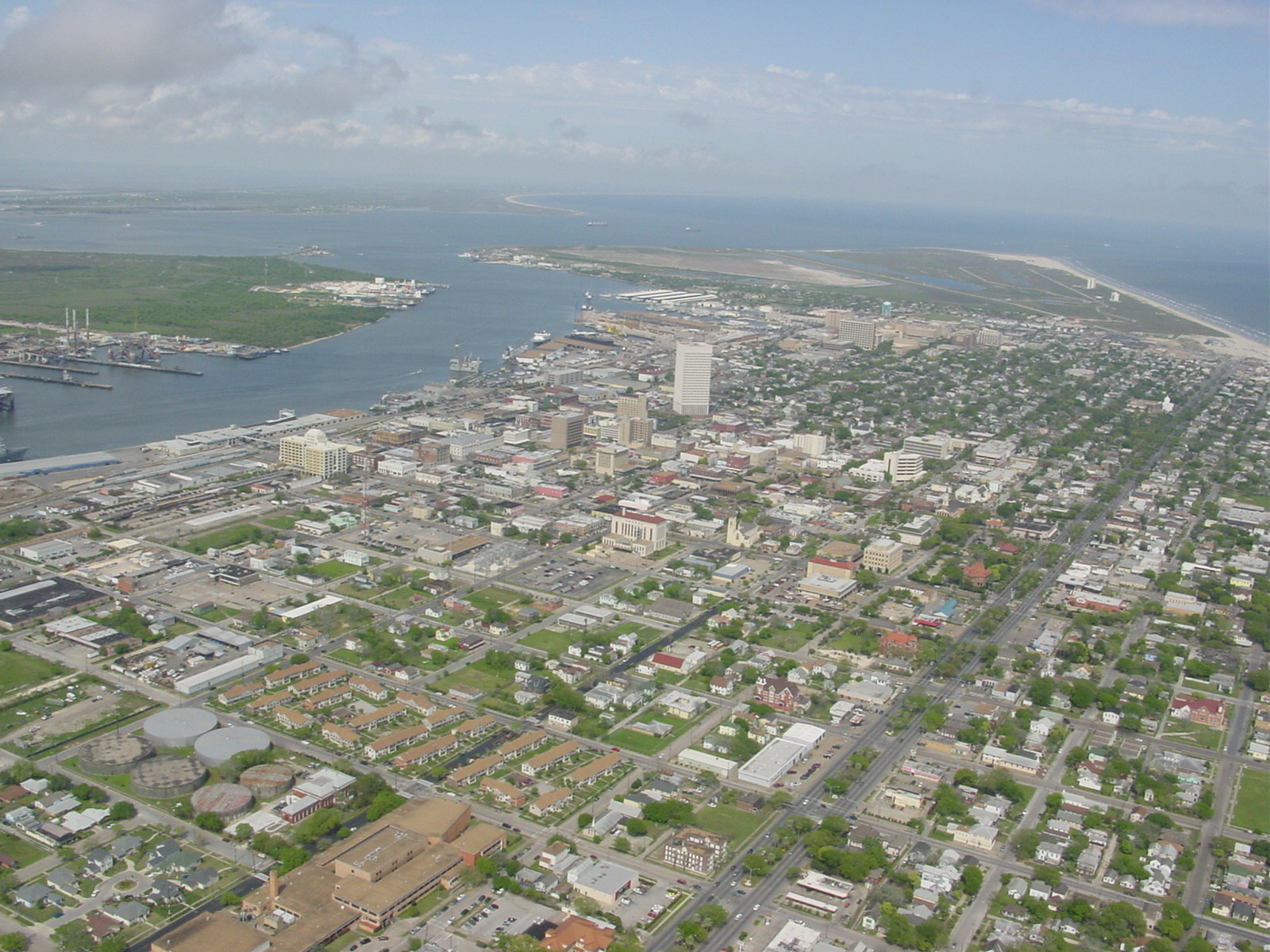
Vista de Galveston

## Història
L'illa de Galveston va estar habitada pels natius americans de les tribus Karankawa i Akokisa que van donar el nom d'"Auia" a l'illa. L'explorador espanyol Cabeza de Vaca va arribar a l'illa de forma accidental el novembre de 1528, i la va anomenar "Isla de Malhado", i des de Galveston va fer la seva famosa expedició cap a Mèxic.
El primer assentament europeu permanent va ser construït cap a 1816 by pel pirata Louis-Michel Aury com una base d'operacions per donar suport a la revolta independentista mexicana. El 1817 el també pirata Jean Lafitte ocupà l'illa i organitzà l'illa com un regne pirata anomenat "Campeachy" o "Campeche". El 1821 els Estats Units "destronaren" Lafitte qui va cremar l'assentament fugí i encara hi la llegenda sobre que amagà un tresor i que aquest encara segueix enterrat a l'illa.
Un cop assolida la independència Mèxic establí el port de Galveston. La ciutat, el 1836, va ser la capital de la República de Texas. El mateix any Michel B. Menard, que era originari del Canadà, junt amb altres associats comprà terres i fundà el que després seria la ciutat de Galveston.
La Primera Batalla de Galveston va ser una trobada naval realitzada el 4 d'octubre de 1862, durant els primers moments de la Guerra Civil dels Estats Units en què la Unió intentava bloquejar el port de Galveston. La Segona batalla de Galveston va tenir lloc l'1 de gener de 1863, quan les forces Confederades, sota el comandament del major general John B. Magruder van atacar i van expulsar les tropes atacants de la Unió.

## Economia

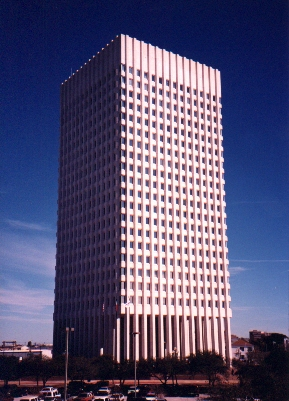
Moody Plaza

Galveston és la seu de grans hospitals d'ensenyament i una universitat de medicina que té 12.000 empleats, totes aquestes estructures van ser greument afectades pels huracans Ike i Katrina.
El port és de tipus comercial i turístic (viatges al Carib).
La companyia d'assegurances American National Insurance Company, una de les més grans del món té la seu a la ciutat També hi té la seu el Moody National Bank.
Galveston és una ciutat turística que cada any atrau uns 5 milions de visitants.

## Fills Il·lustres
- Kathryn Keeler (1956-), remadora esportiva
- Liana Liberato (1995-), actriu
- Valerie Perrine (1943-), actriu i model
- Jonathan Pollard (1954-), analista militar
- King Vidor (1894-1982), director de cinema
- Barry White (1944-2003), cantant
- Dudley Weldon Woodard (1881-1965), matemàtic